# Fékezési sugárzás

Az atommag elektromos tere által eltérített, nagy energiájú elektron által kibocsátott fékezési sugárzás

A fékezési sugárzás (idegen szóval Bremsstrahlung, a német bremsen (fékezni) és Strahlung (sugárzás) szavakból) olyan elektromágneses sugárzás, amely töltéssel rendelkező részecske lassulása által keletkezik, amikor azt más töltött részecske (jellemzően elektron vagy atommag) letéríti eredeti pályájáról.
A mozgó részecske a lassulás következtében veszít mozgási energiájából, amelyet foton formájában ad le az energiamegmaradás törvényének megfelelve. A fékezési sugárzás színképe folytonos. A részecskék töltésének növekedésével a sugárzás erőssége növekszik, valamint a csúcsértéke eltolódik a nagyobb frekvenciák felé.
Fékezési sugárzásnak számít bármely sugárzás, amely töltött részecske gyorsulása (vagy lassulása) során keletkezik. Ebbe a definícióba beleillik pl. a szinkrotronsugárzás is, azonban a kifejezést a gyakorlatban ennek szűkebb értelmében használják.
A plazma eredetű fékezési sugárzást szokás szabad sugárzásnak is hívni, ami arra utal, hogy ebben az esetben a forrásrészecskék nem kötöttek, nem részei pl. ionnak, atomnak vagy molekulának az ütközés előtt és után sem.
A fékezési sugárzást elsőként Nikola Tesla fedezte fel a nagy frekvenciájú gázkisülések kapcsán folytatott kísérletei során 1888 és 1897 között. Tőle függetlenül fedezte fel a sugárzást Wilhelm Conrad Röntgen 1895-ben, és X-sugárzásnak nevezte el, mivel nem tudta, milyen sugárzásról van szó. Röntgen 1901-ben fizikai Nobel-díjat kapott felfedezéséért.

## Vákuumban lévő részecske
A Larmor-képlet és annak relativisztikus általánosításai szerint a vákuumban gyorsuló részecske bizonyos teljesítménnyel sugároz. Ugyan a fékezési sugárzás során általában olyan részecske gondolunk, amely anyagban gyorsul, az adódó összefüggések hasonlóak. Fékezési sugárzás tehát előfordulhat az anyagon kívül is, tehát különbözik a kizárólag anyagban előforduló Cserenkov-sugárzástól.

### Teljes kisugárzott teljesítmény
A teljes kisugárzott teljesítmény relativisztikus képlete
{\displaystyle P={\frac {q^{2}\gamma ^{4}}{6\pi \varepsilon _{0}c}}\left({\dot {\beta }}^{2}+{\frac {({\vec {\beta }}\cdot {\dot {\vec {\beta }}})^{2}}{1-\beta ^{2}}}\right),}
ahol {\displaystyle {\vec {\beta }}={\vec {v}}/c} (a részecske sebességének és a fénysebességnek hányadosa), {\displaystyle \gamma ={\frac {1}{\sqrt {1-\beta ^{2}}}}} a Lorentz-tényező, {\displaystyle {\dot {\vec {\beta }}}} a {\displaystyle {\vec {\beta }}} idő szerinti differenciálja, q pedig a részecske töltése. Az összefüggés felírható az alábbi (matematikailag ekvivalens) formában is:
{\displaystyle P={\frac {q^{2}\gamma ^{6}}{6\pi \varepsilon _{0}c}}\left({\dot {\beta }}^{2}\left({1-\beta ^{2}}\right)-({\vec {\beta }}\times {\dot {\vec {\beta }}})^{2}\right).}
Abban az esetben, ha a sebesség párhuzamos a gyorsulással (pl. egyenes vonalú mozgás), az egyenlet
{\displaystyle P_{a\parallel v}={\frac {q^{2}a^{2}\gamma ^{6}}{6\pi \varepsilon _{0}c^{3}}},}
alakra egyszerűsödik, ahol {\displaystyle a\equiv {\dot {v}}={\dot {\beta }}c} a gyorsulás.
Amennyiben a sebesség és a gyorsulás egymásra merőlegesek ({\displaystyle {\vec {\beta }}\cdot {\dot {\vec {\beta }}}=0}) (ez történik a szinkrotron esetében is), a teljes kisugárzott teljesítmény
{\displaystyle P_{a\perp v}={\frac {q^{2}a^{2}\gamma ^{4}}{6\pi \varepsilon _{0}c^{3}}}.}